# 里海語言

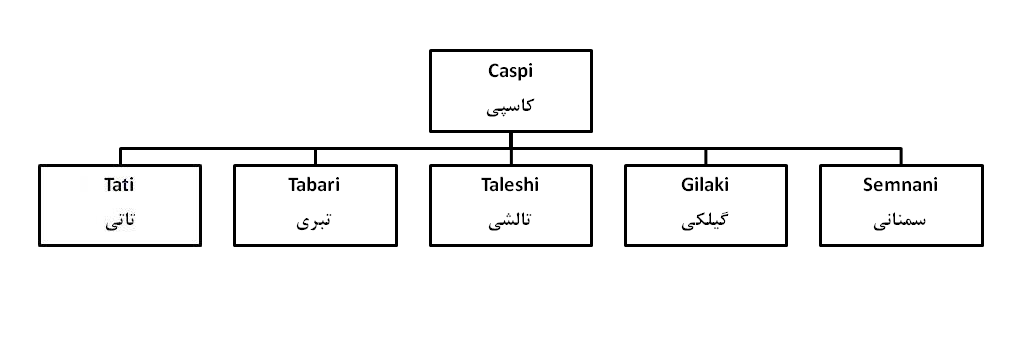
里海語言之語言樹.

里海語言（Caspian languages）是伊朗北部和阿塞拜疆東南部、里海以南使用的西北伊朗語支的一個分支。它們的獨特之處在於它們與南高加索語言同樣具有某些類型學特徵。

## 里海各語言
里海語言包括:
- 低拉米語（英语：Deilami）
- 吉拉基語
- 塔里什語
- 馬贊德蘭語
- 塞姆納尼語（英语：Semnani language）
- 塔蒂語